# Neil Taylor
Neil John Taylor (Ruthin, 1989. február 7. –) walesi válogatott labdarúgó, a Middlesbrough csapatában játszik, hátvédként.

## Sikerei, díjai
- Swansea City
  - Angol ligakupa: 2012–13